# Club Rápido de Bouzas
Club Rápido de Bouzas é um clube de futebol espanhol, sediado na cidade de Vigo, na Galiza. Fundado em 1914, disputa atualmente a Tercera División (quarta divisão espanhola).

## História
Participante assíduo nas divisões regionais da Espanha, o Rápido de Bouzas jogou 21 edições da Tercera División - desde 1999–00, foram 18 edições consecutivas na quarta divisão nacional, além de ter disputado 3 vezes entre 1965 e 1968. O auge foi na temporada 2016–17, quando terminou na 2ª posição do Grupo 1, atrás apenas do Deportivo B, subindo pela primeira vez à Segunda División B. Diego Vázquez foi o artilheiro da equipe, com 21 gols.
Em sua primeira participação na terceira divisão, os Aurinegros ficaram a 2 pontos da última vaga nos play-offs de acesso à La Liga 1|2|3, e na edição 2018–19, não repetiram o desempenho da temporada anterior e caíram para a quarta divisão espanhola após ficarem na 17ª posição. Jogou ainda 3 edições da Copa del Rey.

## Estádio
Manda suas partidas no Estadio Baltasar Pujales, que possui capacidade para receber 1.500 torcedores.

## Títulos
- Tercera División (Grupo 1): 2004–05
- Campeonato da Galiza - Série B: 1921–22

## Links
- Site oficial (em castelhano)